# Корпан Олександр Богданович
Олександр Богданович Корпан (8 вересня 1994, м. Севастополь (за іншими даними — смт Кача), Україна — 2 березня 2022, м. Старокостянтинів, Україна) — український військовий льотчик (капітан), командир авіаційної ланки авіаційної ескадрильї 299 БрТА ПС ЗС України, учасник російсько-української війни, найкращий льотчик ударної авіації за підсумками 2021 року. Герой України (2022).

## Життєпис
Олександр Корпан народився 8 вересня 1994 року в Севастополі Автономної республіки Крим. Виростав у військовій сім'ї — його батько 32 роки був борттехніком.
Вже з 9 класу вступив у Севастопольський військово-морський ліцей, де завершив навчання 2011 року, музичну школу та Харківський національний університет Повітряних Сил імені Івана Кожедуба. 9 січня 2014 року востаннє приїхав на канікули до рідного Севастополя.
Служив у 299-й бригаді тактичної авіації імені генерала Василя Нікіфорова на посаді командира авіаційної ланки авіаційної ескадрильї цієї бригади.
З початком російського вторгнення в Україну на його рахунку було знищено 100 одиниць ворожої техніки. 
Загинув 2 березня 2022 року під час виконання бойового польоту, ціною власного життя врятував багато людей чергової ланки та відвів свій літак, який вже загорівся в повітряному просторі від житлових будинків над м. Старокостянтинів. Похований 7 березня 2022 року на кладовищі в м. Підгайці Тернопільського району.

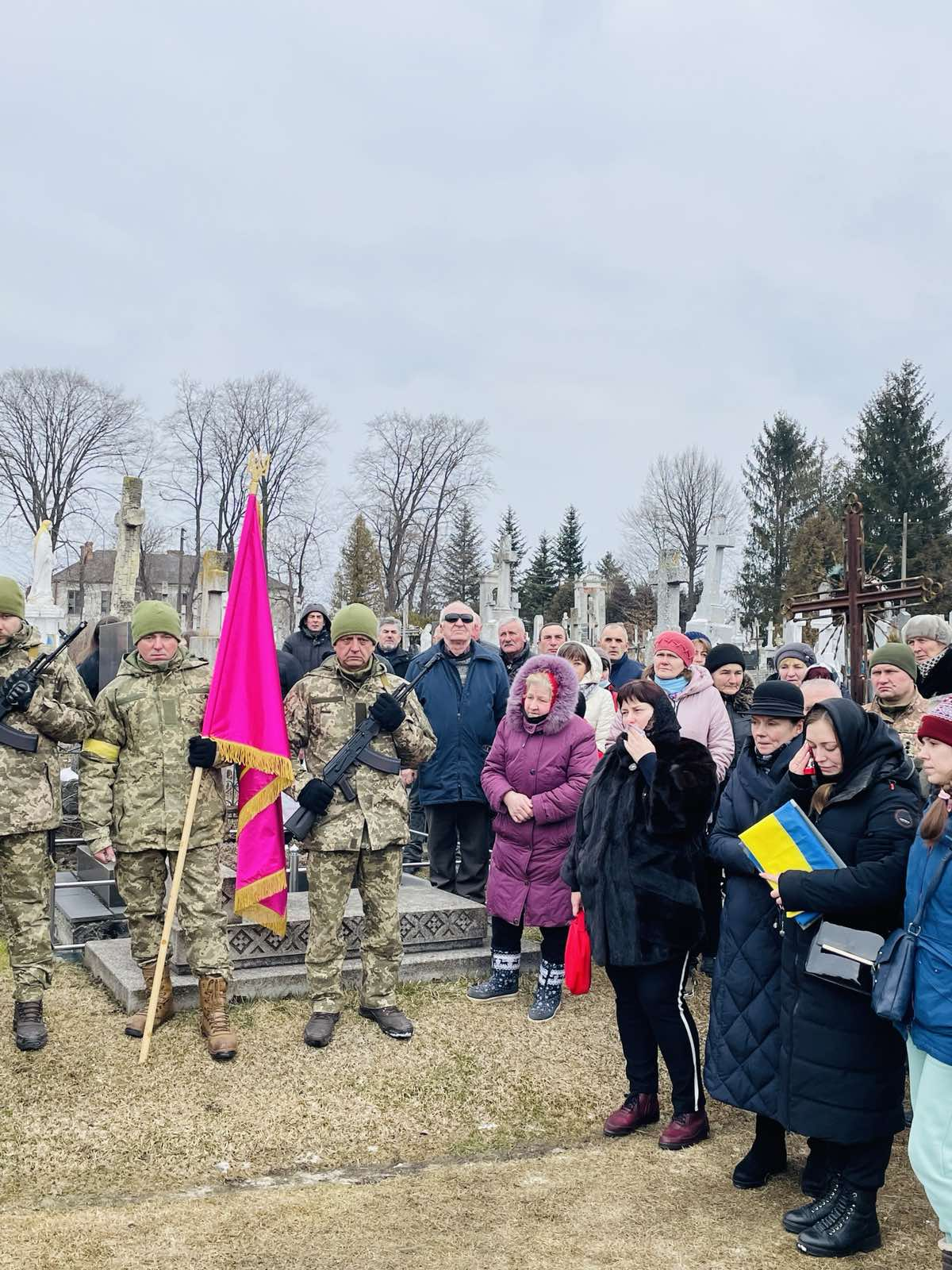
Похорон Олександра Корпана

## Родина
Залишилася дружина.

## Нагороди
- звання «Герой України» з удостоєнням ордена «Золота Зірка» (2022, посмертно) — за особисту мужність і героїзм, виявлені у захисті державного суверенітету та територіальної цілісності України, вірність військовій присязі[6]
- пам'ятний нагрудний знак командувача Повітряних Сил Збройних Сил України «Майстерність, честь, відвага» (2016)
- почесний нагрудний знак Головнокомандувача Збройних Сил України «За досягнення у військовій службі»
- медаль «10 років сумлінної служби»

## Вшанування пам'яті
У 2022 році в м. Кременчуці вулицю Гастелло перейменували на честь Олександра Корпана.